# 2010年亚洲运动会沙特阿拉伯代表团
2010年亚洲运动会沙特阿拉伯代表团一共派出161名运动员参赛，均为男选手，没有女运动员。
奖牌榜：
| 名次 | 代表团            | 金牌 | 银牌 | 铜牌 | 总数 |
| ---- | ----------------- | ---- | ---- | ---- | ---- |
| 13   | 沙特阿拉伯（KSA） | 5    | 3    | 5    | 13   |

## 奖牌获得者

### 金牌
1. 苏丹-阿布-马吉德-哈巴希：田径 - 男子铅球
2. 西比亚尼、萨勒希、比希、马斯拉希：田径 - 男子4×400米接力
3. 拉姆齐-哈马德-A-杜哈米：马术 - 场地障碍个人赛
4. 穆罕默德-奥斯曼-沙温：田径 - 男子1500米
5. 杜哈米、阿卜杜勒、瓦利德、阿齐兹：马术 - 场地障碍团体赛

### 银牌
1. 班达尔-叶海亚-H-沙拉希利：田径 - 男子400米栏
2. 伊马德-穆罕默德-马勒基：空手道 - 男子组手55公斤以下级
3. 亚西尔-巴勒盖斯-纳希里：田径 - 男子100米

### 铜牌
1. 法赫德-阿提亚-S-哈萨米：空手道 - 男子组手67公斤以下级
2. 侯赛因-塔希尔-A-萨巴：田径 - 男子跳远
3. 艾德-哈立德-阿卜杜勒-阿齐兹：马术 - 场地障碍个人赛
4. 阿里-艾哈迈德-S-阿姆里：田径 - 男子3000米障碍
5. 优素福-艾哈迈德-M-马斯拉希：田径 - 男子400米